# Farman F.220

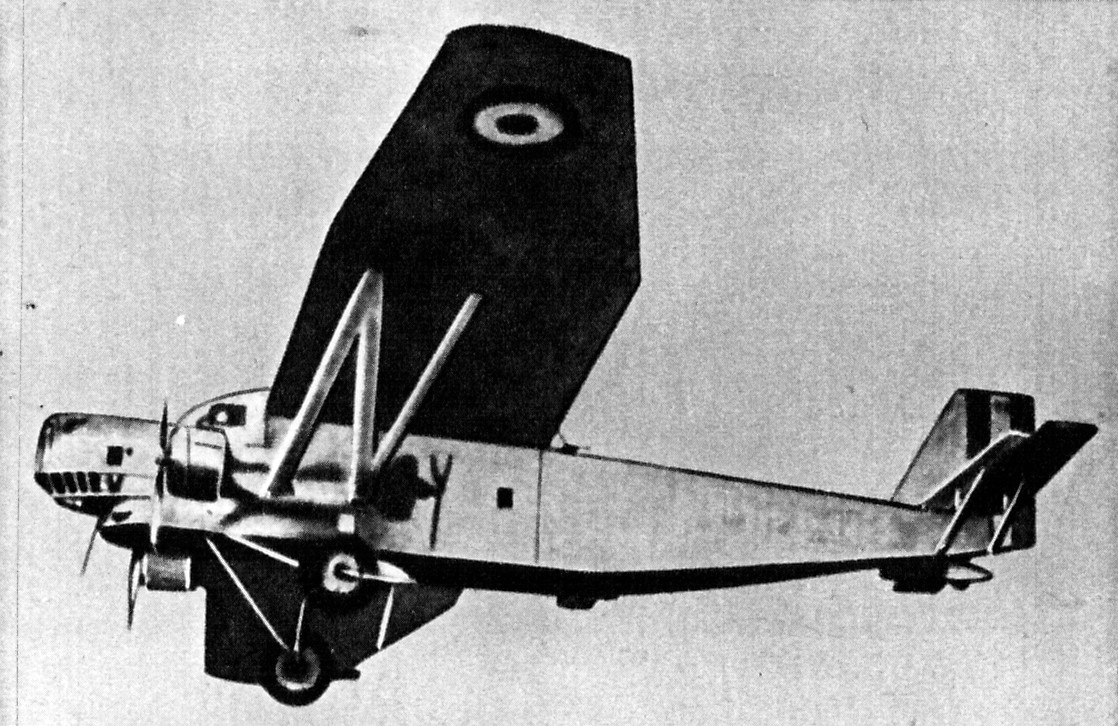
Farman F.221

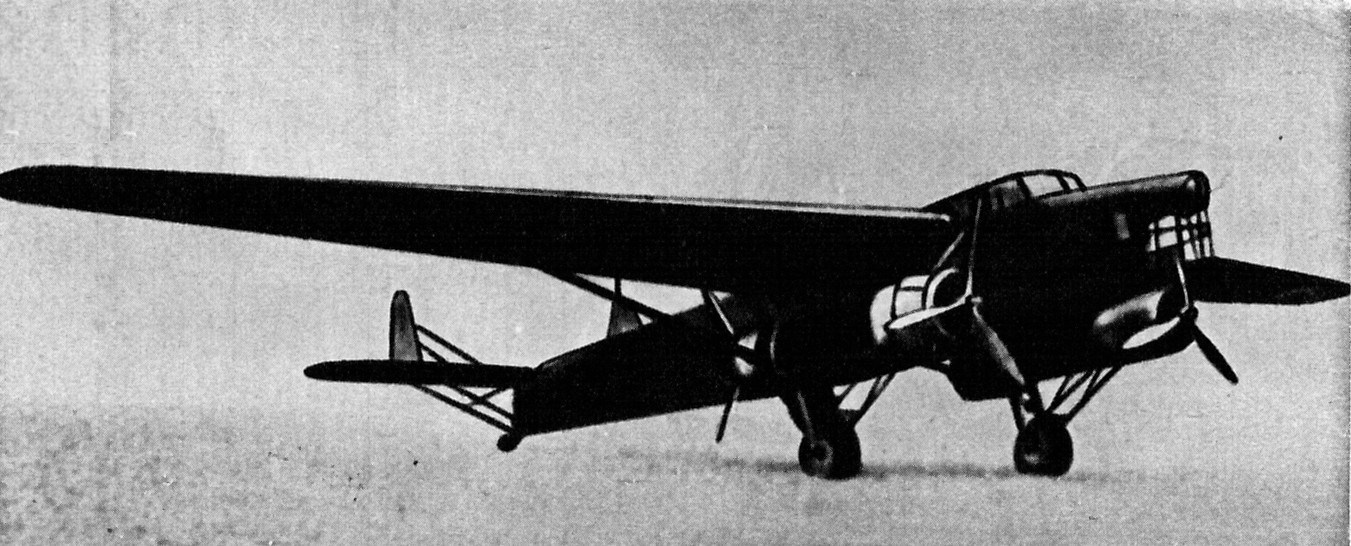
Farman F.223

Die Farman F.220 war der Prototyp einer Reihe viermotoriger Bomber und Transportflugzeuge, die in den 1930er-Jahren in Frankreich entworfen und gebaut wurden. Aus der F.220 gingen die Typen Farman F.221, Farman F.222 und SNCAC NC.223 hervor.
Besondere Kennzeichen dieser Flugzeuge war einerseits die Anordnung der Triebwerke mit jeweils zwei in Tandemanordnung, also hintereinander angebrachten Motoren, andererseits, dass das Flugzeug schon vor seiner militärischen Indienststellung als ziviler Typ eingesetzt wurde.

## Geschichte
Das Grundkonzept viermotoriger Hochdecker mit jeweils zwei in Tandemgondeln angeordneten Motoren wurde von Farman bereits zu Anfang der 1930er-Jahre an den Bomber-Modellen Farman F.211 und Farman F.212 studiert.
Ein Prototyp mit einer um fast ein Drittel vergrößerter Spannweite (36,00 m) wurde 1932 unter der Bezeichnung Farman F.220 No.1 gebaut und startete im Mai dieses Jahres zum Erstflug. Er wurde von vier Motoren des Typs Hispano-Suiza 12Lbr mit je 600 PS Leistung angetrieben und war ursprünglich als Bombenflugzeug konzipiert worden.
Da für dieses Muster kein unmittelbares Interesse vorlag, wurde es zu einem zivilen Transportflugzeug modifiziert, das unter der neuen Bezeichnung Farman F.220B im Mai 1933 erstmals flog. Das Flugzeug erhielt den Beinamen „Le Centaure“ („Der Zentaur“) und tat ab 1934 seinen Dienst bei der Air France im Raum des Südatlantik. Es folgten vier Exemplare dieser Variante unter der Bezeichnung Farman F.220.0, die für die gleiche Aufgabe eingesetzt wurden.
Eine Ummotorisierung auf je 800 PS starke Sternmotore Gnôme-Rhône 14Kdrs führte zum Typ Farman F.221, dessen Prototyp ebenfalls 1933 seinen Erstflug hatte. Dieser Typ wurde wieder als Bombenflugzeug angeboten, elf dieser Maschinen fanden schließlich im Juni 1936 ihren Weg in die Armée de l’air.
Grundlegende Überarbeitungen des Designs der F.221, unter anderem ein in die Motorgondeln einziehbares Fahrwerk, führten 1935 zur Farman F.222, die zunächst als Farman F.222.1 mit zwölf Exemplaren in Serie ging. 1937 wurden diese Maschinen an die Bomberverbände der Armée de l’air geliefert.
Die daraus abgeleitete Version Farman F.222.2 zeichnete sich durch deutliche Änderungen aus: Der Rumpf wurde aerodynamisch verfeinert und ein wenig verlängert, während die Tragflächen grundlegend überarbeitet und ihre äußeren Segmente nach oben abgewinkelt wurden. Die Motoren wurden durch je 920 PS starke Gnôme-Rhône 14N/11 ersetzt. Die Höchstgeschwindigkeit verbesserte sich dadurch von 325 km/h auf 360 km/h. Ein Prototyp dieser Variante flog erstmals im Oktober 1937. In der Folge wurden 24 Exemplare an die Armée de l’air ausgeliefert.
Weitere Überarbeitungen des Designs, unter anderem die erneute Verwendung von V-Motoren des Typs Hispano-Suiza 12Y-37, führten zum Typ SNCAC NC.223.

## Einsatz
Die Farman F.222 der Armée de l’air gelangten in die 15iéme Escadre de Bombardement (15. Bombergeschwader). Einige dieser Maschinen waren bis zum Waffenstillstand in der Schlacht um Frankreich im Juni 1940 in Dienst und flogen Nachtangriffe auf Ziele im Deutschen Reich, unter anderem auf die BMW-Werke bei München.
Auch die Aéronautique Navale hatte etwa 20 F.221 und F.222 in ihren Beständen und stationierte sie in Senegal und Indochina.

## Einsatzländer
- Frankreich
- Vichy-Frankreich

## Technische Daten
| Kenngröße             | Daten F.222.2                                                    |
| --------------------- | ---------------------------------------------------------------- |
| Besatzung             | 5                                                                |
| Länge                 | 22,57 m                                                          |
| Spannweite            | 35,65 m                                                          |
| Höhe                  | 6,38 m                                                           |
| Flügelfläche          | 184,60 m²                                                        |
| Flügelstreckung       | 7,1                                                              |
| Leermasse             | 11.000 kg                                                        |
| Startmasse            | 18.700 kg                                                        |
| Höchstgeschwindigkeit | 360 km/h in 4.000 m Flughöhe                                     |
| Steigrate             | 4,9 m/s                                                          |
| Dienstgipfelhöhe      | 8000 m                                                           |
| Reichweite            | 2200 km                                                          |
| Triebwerke            | vier Sternmotoren Gnome-Rhône 14N/11 mit jeweils 920 PS (677 kW) |
| Bewaffnung            | drei 7,5-mm-MG in drei drehbaren Türmen 2200 kg Bomben           |